# حبيب نورمحمدوف
حبيب عبد المناف نورمحمدوف (مواليد 20 سبتمبر 1988) هو مُقاتل فنون قتالية مختلطة روسي محترف سابق، نافس في فئة الوزن الخفيف في يو إف سي. كان بطل يو إف سي في الوزن الخفيف ذو أطول فترة احتفاظ باللقب على الاطلاق، حيث احتفظ باللقب من أبريل 2018 إلى مارس 2021. مع 29 فوزًا ودون أي خسائر، اعتزل بسجل خالٍ من الهزائم. يُعتبر نورمحمدوف على نطاق واسع من بين أعظم مُقاتلي فنون القتال المختلطة على الإطلاق، وتم إدخاله إلى قاعة مشاهير يو إف سي في 30 يونيو 2022.
بطل العالم مرتين في قتال السامبو، نورمحمدوف لديه خلفية في المصارعة والجودو والسامبو. احتل نورمحمدوف المرتبة الأولى في تصنيفات يو إف سي لأفضل المقاتلين في جميع الأوزان في وقت اعتزاله، حتى تمت إزالته بعد تخليه عن اللقب في مارس 2021. صنفته فايت ماتريكس على أنه رقم 1 في تصنيفات الوزن الخفيف على الإطلاق. في عام 2019، صنفت مجلة فوربس نورمحمدوف على أنه الرياضي الروسي الأكثر نجاحًا رقم 1؛ كما تصدر نورمحمدوف قائمة أنجح 40 شخصية روسية في عالم الأعمال والرياضة تحت سن 40 عامًا.
نورمحمدوف هو أيضًا مدرب ومروج للفنون القتالية المختلطة، وهو معروف بتأسيسه لنسور فنون القتال المختلطة والترويج لبطولة النسر القتالية. بعد الاعتزال، تحول إلى كونه مدربًا بدوام كامل ومساعدًا قبل أن يعتزل من الرياضة تمامًا في يناير 2023. طوال مسيرته المهنية، أصبح نورمحمدوف موضوعًا للعديد من الخلافات، بما في ذلك الانتماء الطويل الأمد لزعيم الشيشان رمضان قديروف، والانتماءات المشكوك فيها مع الأوليغارشية، والدعوة إلى زيادة الرقابة الثقافية 

## نشأته
حبيب عبد المناف نورمحمدوف وُلِد لعائلة آفارية في 20 سبتمبر 1988 في قرية سيلدي في منطقة تسومادينسكي في جمهورية داغستان الاشتراكية السوفيتية ذاتية الحكم، وهي جمهورية روسيا الاتحادية الاشتراكية السوفيتية، الاتحاد السوفيتي. لديه شقيق أكبر، ماغوميد، وأخت أصغر، أمينة. انتقلت عائلة والده من سيلدي إلى كيروفاول، حيث حوّل والده الطابق الأرضي من المبنى المكون من طابقين إلى صالة ألعاب رياضية. نشأ نورمحمدوف في المنزل مع أشقائه وأبناء عمومته. بدأ اهتمامه بالفنون القتالية عندما شاهد الطلاب يتدربون في صالة الألعاب الرياضية. شمل تدريب حبيب عندما كان طفلاً مصارعة دب عندما كان في التاسعة من عمره.
كما هو الحال مع العديد من الأطفال في داغستان، بدأ المصارعة منذ سن مبكرة: بدأ في سن الثامنة تحت وصاية والده، عبد المناف نورمحمدوف. كان عبد المناف رياضيًا مخضرمًا ومحاربًا قديمًا في الجيش السوفييتي، كما مارس المصارعة منذ سن مبكرة، قبل أن يخضع للتدريب في الجودو والسامبو في الجيش. كرس عبد المناف حياته لتدريب الشباب في داغستان، على أمل تقديم بديل للتطرف الإسلامي الشائع في المنطقة.
في عام 2001، انتقلت عائلته إلى محج قلعة، عاصمة داغستان، حيث تدرب على المصارعة منذ سن 12 عامًا، والجودو منذ سن 15 عامًا. استأنف التدريب على قتال السامبو، تحت قيادة والده، في سن 17 عامًا. وفقًا لنورمحمدوف، كان الانتقال من المصارعة إلى الجودو صعبًا، لكن والده أراد منه أن يعتاد على المنافسة مرتديًا سترة الجي. كان عبد المناف مدربًا كبيرًا لفريق قتال السامبو الوطني في جمهورية داغستان، حيث درب العديد من الرياضيين على السامبو في محج قلعة، روسيا. غالبًا ما دخل نورمحمدوف في معارك الشوارع في شبابه، قبل أن يركز انتباهه على فنون القتال المختلطة. قال حبيب إنه إلى جانب والده، كان هناك ثلاثة رياضيين ألهموه وهم الملاكمان الأمريكيان محمد علي ومايك تايسون ولاعب كرة القدم البرازيلي رونالدو نازاريو.

## مسيرته في فنون القتال المختلطة

### بدايته
خاض نورمحمدوف نزاله الاحترافي الأول في الفنون القتالية المختلطة في سبتمبر 2008، وحقق أربعة انتصارات في أقل من شهر. وفي 11 أكتوبر، أصبح بطل بطولة كأس أتريوم الافتتاحية، بعد أن هزم خصومه الثلاثة في حدث موسكو. وعلى مدار السنوات الثلاث التالية، لم يهزم، حيث أنهى 11 من أصل 12 خصمًا. وشمل ذلك إنهاء بالجولة الأولى من خلال شريط الذراع لمنافسه المستقبلي على لقب بيلاتور شهبولات شهاملايف، والتي كانت أول ظهور له في بطولة إم–1 غلوبل.
أدى رصيده 16–0 في الدوائر الإقليمية في روسيا وأوكرانيا إلى إثارة اهتمام يو إف سي بالتوقيع مع نورمحمدوف. في وقت لاحق، كشف والد نورمحمدوف في مقابلة أنه بسبب نزاع عقد مع برو إف سي، كان لديهم 11 قضية في المحكمة تطعن في شرعية عقد نورمحمدوف مع يو إف سي. بعد خسارة ست قضايا والفوز بخمس قضايا، توصلوا إلى اتفاق وتمكن حبيب من مواصلة مسيرته.

### يو إف سي

#### نزالات يو إف سي المبكرة والسعي للقب
في أواخر عام 2011، وقع نورمحمدوف عقدًا لخوض ست نزالات للمنافسة في فئة الوزن الخفيف في يو إف سي.
في أول ظهور له في يو إف سي، في 20 يناير 2012، في حدث يو إف سي على إف إكس 1، هزم نورمحمدوف كمال شالوروس عن طريق الإخضاع في الجولة الثالثة.
هزم نورمحمدوف جليسون تيباو في 7 يوليو 2012، في حدث يو إف سي 148 بقرار القضاة بالإجماع، حيث سجل جميع القضاة الثلاثة النتيجة 30–27. كان هذا الفوز هو أول نزال يتدرب عليه خارج أكاديمية الكيك بوكسينغ الأمريكية.
كان النزال التالي لنورمحمدوف ضد تياغو تافاريس في 19 يناير 2013 في حدث يو إف سي على إف إكس 7. فاز بالضربة القاضية في الجولة الأولى. بعد النزال، ثبتت إيجابية اختبار تافاريس للدروستانولون، وهو منشط بنائي، وتلقى إيقافًا لمدة تسعة أشهر.
هزم نورمحمدوف هابيل تروخيو في 25 مايو 2013، في حدث يو إف سي 160 بقرار القضاة بالإجماع، حيث سجل جميع القضاة الثلاثة القتال 30–27. في قياس الوزن، تجاوز نورمحمدوف الحد المسموح به، حيث بلغ وزنه 158.5 رطل. وقد مُنح ساعتين لخفض الوزن إلى الحد الأقصى للوزن الخفيف وهو 156 رطلاً، لكنه اختار بدلاً من ذلك التنازل عن نسبة من محفظته القتالية لتروخيو وأُقيم النزال في الوزن غير المحدد. أثناء القتال، سجل نورمحمدوف رقمًا قياسيًا جديدًا في يو إف سي لأكبر عدد من عمليات الإسقاط في نزال واحد، مع 21 عملية إسقاط ناجحة من أصل 28 محاولة.
في خامس نزال له في يو إف سي، في 21 سبتمبر 2013 في حدث يو إف سي 165، واجه نورمحمدوف بات هيلي. سيطر على النزال وفاز بقرار القضاة بالإجماع، حيث سجل جميع القضاة الثلاثة القتال بنتيجة 30–27. حضر رئيس يو إف سي دانا وايت أول مؤتمر صحفي له بعد الحدث، وأشاد بالوافد الجديد نسبيًا قائلاً: «تلك الضربة القوية، عندما يرفعه ويضربه بقوة، على طريقة مات هيوز. ذكّرني ذلك بمات هيوز القديم حيث كان يركض عبر المثمن ويضرب بقوة. إنه فتى مثير. ربما سنفعل أشياء كبيرة مع هذا الفتى».
في ديسمبر، تحدى نورمحمدوف جيلبار ميلنداز على وسائل التواصل الاجتماعي، وكان من المتوقع أن يواجه الاثنان بعضهما البعض في حدث يو إف سي 170 في 22 فبراير 2014. ومع ذلك، تم إلغاء النزال لأسباب غير معلنة، وتم استبدال ميلنداز بنات دياز. ومع ذلك، تم إلغاء النزال حيث رفض دياز النزال. أعرب نورمحمدوف عن خيبة أمله، حيث ظهر في برنامج (بالإنجليزية: The MMA Hour)، «إذا قالوا إنهم على استعداد لمحاربة الأفضل، فيجب عليهم محاربة الأفضل. إذا أرادوا، فسأقبلهما معًا في القفص».
واجه نورمحمدوف بعد ذلك بطل يو إف سي للوزن الخفيف السابق رافاييل دوس أنجوس في 19 أبريل 2014 في حدث يو إف سي على فوكس 11. سيطر على النزال وفاز بقرار القضاة بالإجماع، حيث سجل جميع القضاة الثلاثة القتال بنتيجة 30–27.
ارتبط اسم نورمحمدوف لفترة وجيزة بنزال مع دونالد سيروني في 27 سبتمبر 2014 في يو إف سي 178. ومع ذلك، تم إلغاء النزال بسرعة بعد الكشف عن إصابة نورمحمدوف في الركبة. كان من المتوقع لاحقًا أن يواجه سيروني في 23 مايو 2015، في حدث يو إف سي 187. ومع ذلك، انسحب نورمحمدوف من النزال في 30 أبريل بسبب إصابة متكررة في الركبة وتم استبداله جون مقدسي.
كان من المتوقع أن يواجه نورمحمدوف توني فيرغسون في 11 ديسمبر 2015 في نهائي المقاتل النهائي 22. ومع ذلك، انسحب نورمحمدوف من القتال في أواخر أكتوبر، مشيرًا إلى إصابة أخرى، وتم استبداله بإدسون باربوزا.

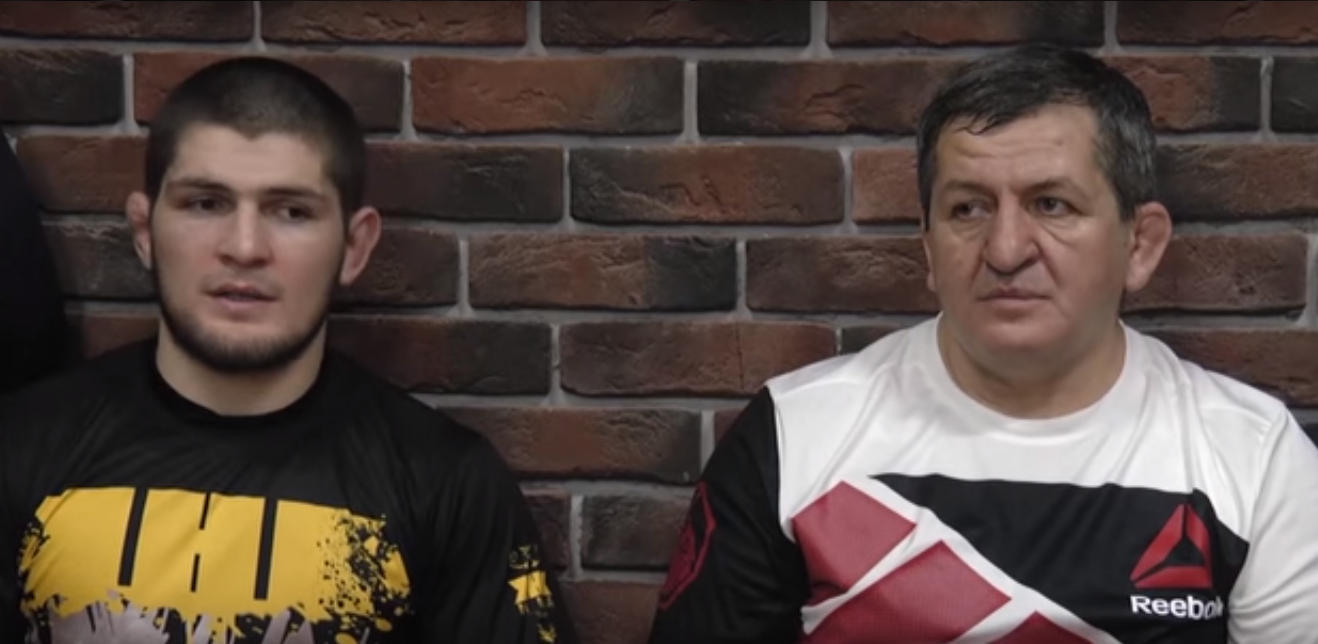
نورمحمدوف ووالده عبد المناف في 2016

تم إعادة جدولة النزال مع فيرغسون ليوم 16 أبريل 2016 في حدث يو إف سي على فوكس 19. ومع ذلك، في 5 أبريل، انسحب فيرغسون من النزال بسبب مشكلة في الرئة. تم استبدال فيرغسون بالوافد الجديد داريل هورشر في وزن 160 رطلاً. فاز نورمحمدوف بالقتال من جانب واحد بالضربة الفنية القاضية في الجولة الثانية.
في سبتمبر، وقع نورمحمدوف عقدين لمواجهة على اللقب ضد بطل يو إف سي للوزن الخفيف الحالي، إيدي ألفاريز، إما في بطاقة يو إف سي 205 أو يو إف سي 206، مع تأكيد دانا وايت على النزال في يو إف سي 205. ومع ذلك، في 26 سبتمبر، أعلنت يو إف سي أن ألفاريز سيدافع عن اللقب ضد كونر ماكغريغور بدلاً من ذلك. أعرب نورمحمدوف عن استيائه على وسائل التواصل الاجتماعي، واصفًا ألفاريز بأنه «بطل الهراء» لرفضه القتال واختياره نزال مع ماكغريغور بدلاً من ذلك، واتهم يو إف سي بأنها «عرض غريب».
بدلاً من فرصة الحصول على اللقب، واجه نورمحمدوف مايكل جونسون في 12 نوفمبر 2016 في حدث يو إف سي 205. سيطر نورمحمدوف على القتال وسُمع وهو يطلب من دانا وايت أن يمنحه فرصة الحصول على اللقب بينما يسدد اللكمات لجونسون وفاز عن طريق الإخضاع في الجولة الثالثة.
كان من المقرر أن يُقام النزال مع فيرغسون للمرة الثالثة في يو إف سي 209 في 4 مارس 2017 على لقب بطولة يو إف سي للوزن الخفيف المؤقت. ومع ذلك، مرض نورمحمدوف بسبب قص الوزن بشكل خاطئ، وتم إلغاء النزال نتيجة لذلك.
واجه نورمحمدوف إدسون باربوزا في 30 ديسمبر 2017 في يو إف سي 219. سيطر نورمحمدوف على الجولات الثلاث، وأسقط باربوزا مرارًا وتكرارًا وسيطر على القتال بالضربات الأرضية. فاز بالقتال بقرار القضاة بالإجماع، بنتيجة 30–25 و30–25 و30–24. كما حصل على أول مكافأة أداء الليلة بفضل هذا الفوز.

### بطل يو إف سي للوزن الخفيف

#### نورمحمدوف ضد آل ياكوينتا

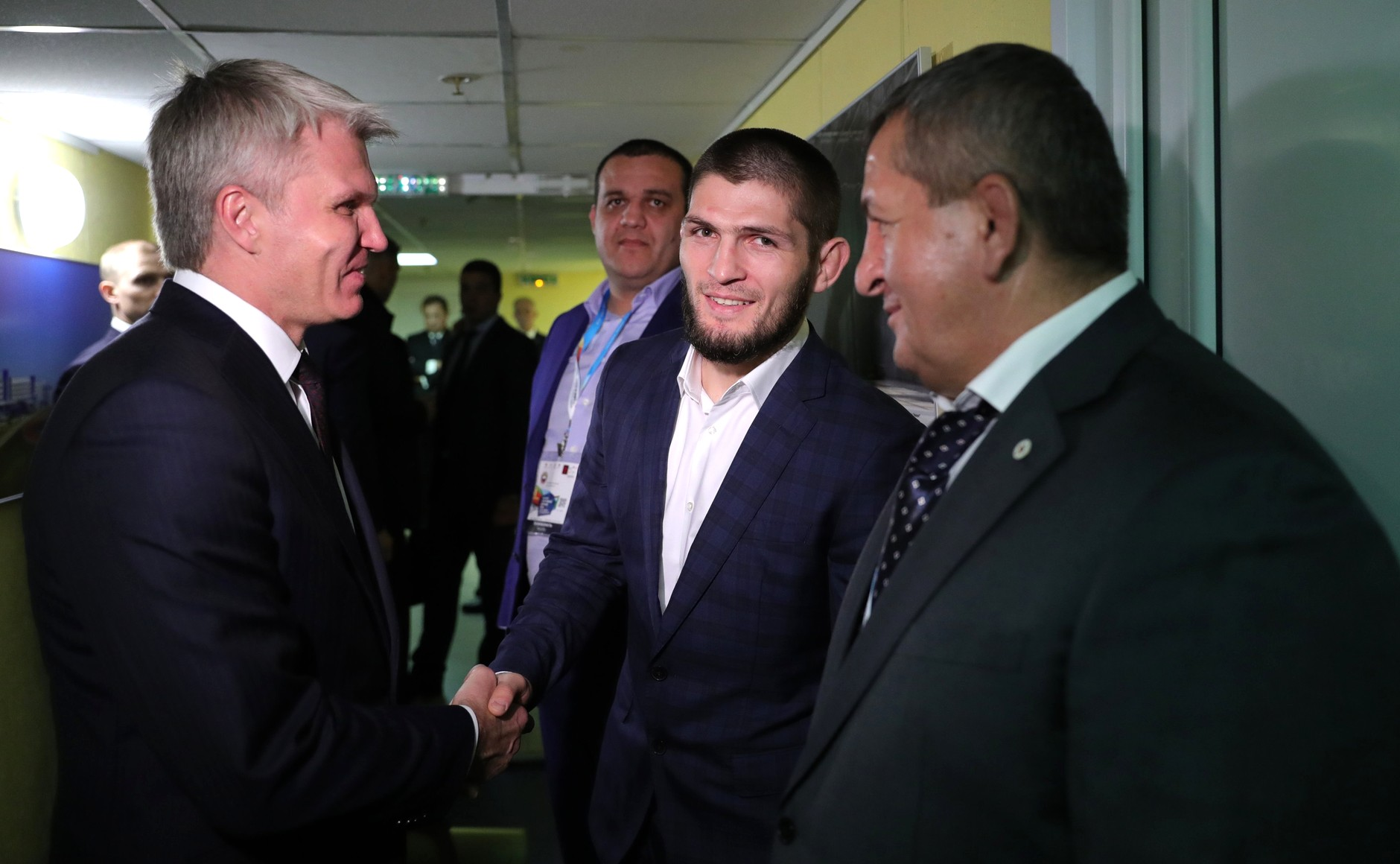
وزير الرياضة بافيل كولوبكوف، على اليسار، يهنئ نورمحمدوف على فوزه بلقب بطولة يو إف سي للوزن الخفيف

كان من المقرر إقامة نزال مع فيرغسون للمرة الرابعة وكان من المتوقع أن يقام في 7 أبريل 2018 في حدث يو إف سي 223. ومع ذلك، في 1 أبريل 2018، ورد أن فيرغسون أصيب في ركبته وكان من المقرر استبداله بماكس هولواي. في 6 أبريل، تم سحب هولواي من القتال بعد أن أعلنت لجنة ولاية نيويورك الرياضية أنه غير لائق للمنافسة بسبب خفض الوزن الشديد، وتم استبداله بآل ياكوينتا. كان إدراج آل ياكوينتا في القتال مثيرًا للجدل: كان اختيار يو إف سي الأول ليحل محل هولواي، أنطوني باتيس، الذي يزن 0.2 رطل فوق الحد الأقصى للبطولة البالغ 155 رطلاً ولم يختار إعادة الوزن، ورفضت لجنة ولاية نيويورك الرياضية اختياره الثاني، باول فيلدر لأنه لم يكن في تصنيفات يو إف سي في وقت النزال. كان نورمحمدوف فقط مؤهلاً للفوز بالبطولة، حيث كان وزن آل ياكوينتا أيضًا يزيد بمقدار 0.2 رطل عن الحد الأقصى لوزن نزال على اللقب. سيطر نورمحمدوف على النزال وفاز بقرار القضاة بالإجماع، بنتيجة 50–44 و50–43 و50–43، وأصبح بطل الوزن الخفيف في يو إف سي.

#### نورمحمدوف ضد ماكغريغور

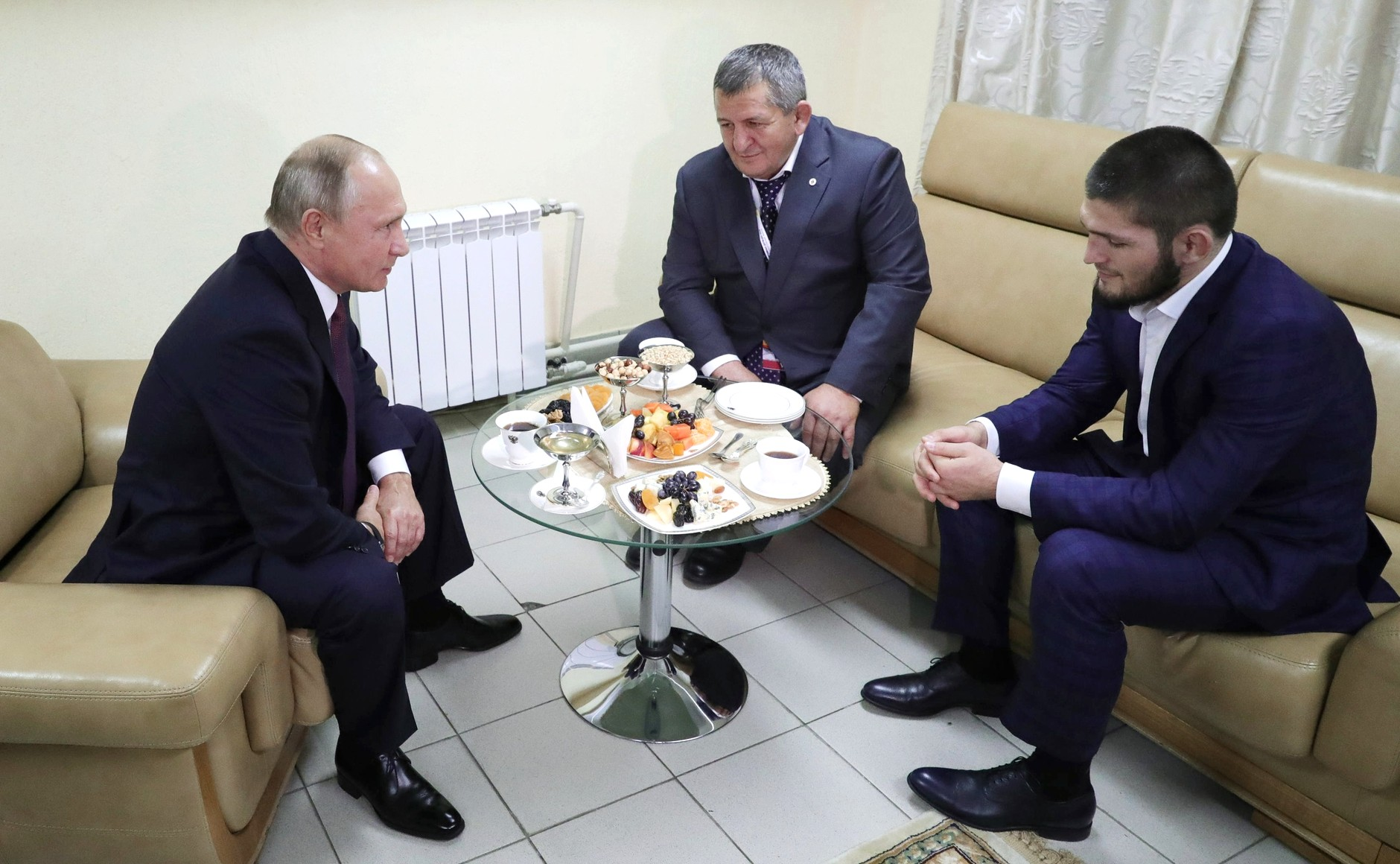
نورمحمدوف ووالده يلتقيان بالرئيس الروسي فلاديمير بوتين بعد أربعة أيام من فوزه على ماكغريغور

في يوم الجمعة 3 أغسطس 2018، أعلنت منظمة يو إف سي أن نورمحمدوف سيدافع لأول مرة عن لقبه في الوزن الخفيف ضد كونر ماكغريغور في حدث يو إف سي 229 في 6 أكتوبر في لاس فيغاس. في القتال، فاز نورمحمدوف بالجولتين الأوليين، لكنه خسر الجولة الثالثة أمام ماكغريغور. كانت هذه هي المرة الأولى التي يخسر فيها نورمحمدوف جولة في مسيرته في يو إف سي. تمكن من هزيمة ماكغريغور في الجولة الرابعة عن طريق الإخضاع. بعد النزال، تسلق نورمحمدوف الحلبة وحاول مهاجمة زميل ماكغريغور في الفريق ديلون دانيس، مما أدى إلى شجار بين الفريقين. بعد النزال ضد الأيرلندي، عزّز حبيب سجله إلى 27–0 والذي كان حينها أطول سلسلة انتصارات في تاريخ يو إف سي. اجتذب الحدث 2.4 مليون عملية شراء للدفع مقابل المشاهدة، وهو أكبر عدد على الإطلاق لحدث فنون قتالية مختلطة.

##### حادثة في يو إف سي 229
في 6 أكتوبر 2018، بعد فوزه على كونر ماكغريغور في حدث يو إف سي 229، قفز نورمحمدوف فوق سياج الحلبة واندفع نحو مساعد ماكغريغور، ديلون دانيس. ورد أن دانيس صرخ بالشتائم على نورمحمدوف. بعد ذلك بوقت قصير، حاول ماكغريغور وأبو بكر نورمحمدوف، ابن عم حبيب، الخروج من الحلبة، لكن شجارًا اندلع بينهما بعد أن لكم ماكغريغور أبو بكر، الذي لكمه بدوره. ثم تعرض ماكغريغور للهجوم من الخلف داخل الحلبة من قبل اثنين من مساعدي نورمحمدوف، زبيرا توخوغوف وإسيد أميراجاييف. كان من المقرر أن يقاتل توخوغوف، المقاتل الشيشاني، في 27 أكتوبر 2018 في حدث يو إف سي ليلة القتال: فولكان ضد سميث ضد أرتم لوبوف، عضو فريق ماكغريغور الذي واجهه نورمحمدوف في أبريل 2018. تمت إزالة توخوغوف من البطاقة في 17 أكتوبر.
نتيجة لذلك، حجبت لجنة ولاية نيفادا الرياضية تم إيقاف نورمحمدوف عن القتال، في انتظار التحقيق في أفعاله. ظهر في المقابلة التي أجريت بعد القتال واعتذر للجنة، قائلاً إنه كلام ماكغريغور المهين استفزه وحادث حافلة يو إف سي 223، مضيفًا، «لا يمكنك التحدث عن الدين. لا يمكنك التحدث عن الأمة. يا رفاق، لا يمكنك التحدث عن هذه الأشياء. هذا مهم جدًا بالنسبة لي.» نشر لاحقًا على إنستغرام أنه حذر ماكغريغور من أنه سيدفع ثمن كل ما فعله في 6 أكتوبر. قال والد حبيب، عبد المناف، لاحقًا إنه لا يحمل ضغينة تجاه ماكغريغور ودعاه إلى روسيا للتدريب.
قدمت لجنة مكافحة الاحتكار في الملاكمة شكوى رسمية ضد كل من نورمحمدوف وماكغريغور، وفي 24 أكتوبر، صوتت لجنة مكافحة الاحتكار في الملاكمة للموافقة على اقتراح الإفراج عن نصف مكافأة نورمحمدوف البالغة 2 مليون دولار على الفور. تلقى كل من نورمحمدوف وماكغريغور حظرًا غير محدد حتى جلسة استماع رسمية لتحديد النتيجة التأديبية للشجار الذي حدث بعد القتال. في 29 يناير 2019، أعلنت لجنة مكافحة الاحتكار في الملاكمة عن إيقاف نورمحمدوف لمدة تسعة أشهر (بأثر رجعي إلى 6 أكتوبر 2018) وغرامة قدرها 500،000 دولار. كان مؤهلاً للمنافسة مرة أخرى في 6 يوليو 2019. كما تلقى ماكغريغور إيقافًا لمدة ستة أشهر وغرامة قدرها 50،000 دولار، بينما تلقى أبو بكر نورمحمدوف وزبيرا توخوغوف إيقافًا لمدة 12 شهرًا وغرامة قدرها 25،000 دولار لكل منهما. اشتكى حبيب نورمحمدوف من قرارات اللجنة الوطنية للملاكمة في ولاية نيفادا وذكر أنه لم يعد يرغب في المنافسة في ولاية نيفادا.

#### نورمحمدوف ضد بورييه
في يونيو 2019، وقع نورمحمدوف عقدًا جديدًا متعدد النزالات مع يو إف سي. في النزال الأول من صفقته الجديدة، قام نورمحمدوف بالدفاع الثاني عن لقبه ضد بطل الوزن الخفيف المؤقت داستن بورييه في 7 سبتمبر 2019 في الحدث الرئيسي لحدث يو إف سي 242. فاز بالنزال من عن طريق الإخضاع في الجولة الثالثة. وحّد الفوز كلا اللقبين وحصل نورمحمدوف على مكافأة أداء الليلة الثانية. قام هو وبورييه بتبادل القمصان بعد النزال كإظهار للاحترام. في مقابلته بعد النزال، قال نورمحمدوف إنه سيبيع القميص الذي أعطاه له بورييه ويتبرع بالعائدات لجمعية بورييه الخيرية. بيع القميص مقابل 100،000 دولار وتبرع رئيس يو إف سي دانا وايت بمبلغ مماثل.

#### نورمحمدوف ضد غيثي
كان من المقرر أن يدافع نورمحمدوف عن لقبه ضد توني فيرغسون في 18 أبريل 2020 في حدث يو إف سي 249. كانت هذه هي المرة الخامسة التي يتم فيها تحديد موعد نزال بين الثنائي، وكان كلا المقاتلين في سلسلة 12 انتصار متتالي في يو إف سي. ومع ذلك، لم يتمكن نورمحمدوف من مغادرة روسيا بسبب قيود السفر الجوي بسبب جائحة فيروس كورونا، وبالتالي تم إزالته من البطاقة. واجه فيرغسون بدلاً من ذلك المنافس الأول جاستن غيثي على لقب بطولة يو إف سي للوزن الخفيف المؤقت في يو إف سي 249، والتي تم تأجيلها إلى 9 مايو. فاز غيثي بالقتال بالضربة الفنية القاضية في الجولة الخامسة، وبالتالي أنهى سلسلة انتصارات فيرغسون وضمن لنفسه فرصة الفوز باللقب بلا منازع ضد نورمحمدوف.
واجه نورمحمدوف جايتجي في نزال توحيد في 24 أكتوبر 2020 في الحدث الرئيسي في حدث يو إف سي 254. فاز نورمحمدوف بالنزال عن طريق الإخضاع الفني في الجولة الثانية للدفاع عن لقبه وإعادة توحيدها. في مقابلته بعد بالنزال، أعلن نورمحمدوف اعتزاله فنون القتال المختلطة. وأوضح أنه وعد والدته بأنه لن يستمر في القتال بدون والده الراحل، «لا توجد طريقة لأحضر إلى هنا بدون والدي. كانت المرة الأولى بعد ما حدث مع والدي، عندما اتصلت بي يو إف سي بشأن جاستن، تحدثت مع والدتي لمدة ثلاثة أيام. إنها لا تريدني أن أذهب للقتال بدون والدي لكنني وعدتها بأنه سيكون آخر نزال لي. إذا أعطيت كلمتي، يجب أن أتبع هذا. كان آخر نزال لي هنا.» أكسبه هذا الفوز مكافأة أداء الليلة. قال دانيال كورميي في حلقة من برنامج (بالإنجليزية: DC & Helwani)، بعد النزال، أن حبيب قال إنه اختار خنق المثلث بدلاً من قفل الذراع من أجل منع إصابة غيثي.

### الاعتزال والتخلي عن لقب بطولة يو إف سي للوزن الخفيف
على الرغم من محاولات التفاوض لإعادته لخوض نزال آخر، أعلن رئيس يو إف سي دانا وايت في 19 مارس 2021 أنه قبِل قرار نورمحمدوف بالاعتزال وأن لقب بطولة يو إف سي للوزن الخفيف قد تم إخلاؤه رسميًا.
في 1 يوليو 2022، تم إدخال نورمحمدوف إلى قاعة مشاهير يو إف سي في أسبوع القتال الدولي في لاس فيغاس.

### مروج فنون القتال المختلطة
بعد اعتزاله، اشترى نورمحمدوف بطولة غوريلا للقتال، وهي منظمة روسية لرياضة فنون القتال المختلطة، مقابل مليون دولار – ثم أطلق عليها اسم بطولة النسر القتالية.

### مدرب ورجل زاوية
بعد اعتزاله في أكتوبر 2020، أصبح نورمحمدوف مدربًا نشطًا مع المدرب الرئيسي لأكاديمية الكيك بوكسينغ الأمريكية خافيير مينديز. لقد درب وأصبح رجل زاوية بطل يو إف سي الوزن الخفيف الحالي إسلام ماخاشيف، وبطل يو إف سي لوزن الوسط الحالي بلال محمد، وزبيرا توخوغوف، وتاغير أولانبيكوف، وجادزي رابادانوف (بيلاتور)، وإسلام محمدوف (بيلاتور)، وسايجيد إيزاغاخماييف (بطولة وان)، وأبناء عمومته أبو بكر نورمحمدوف (يو إف سي)، وعمر نورمحمدوف (يو إف سي)، وبطل بيلاتور للوزن الخفيف الحالي عثمان نورمحمدوف. كان من المتوقع أن يكون نورمحمدوف في زاوية إسلام ماخاتشيف في دفاعه التاريخي عن لقبه ضد بطل يو إف سي لوزن الريشة ألكسندر فولكانوفسكي في حدث يو إف سي 284 لكنه اعتزل تمامًا من فنون القتال المختلطة في يناير 2023، بما في ذلك تدريب المقاتلين والجلوس في زاويتهم، للتركيز على عائلته. وعلى الرغم من اعتزاله، عاد نورمحمدوف لفترة وجيزة كمساعد لدفاع ماخاتشيف عن لقبه للمرة الثالثة ضد داستن بورييه في حدث يو إف سي 302 ولعمر نورمحمدوف الذي تصدر الحدث الرئيسي ضد كوري ساندهاغن في حدث يو إف سي على إيه بي سي 7.

## أسلوبه في القتال
استخدم نورمحمدوف أسلوبًا قائمًا على المصارعة يقوم على الضغط المستمر على خصومه، والذي غالبًا ما يوصف بأنه «ضرب مبرح». باستخدام مجموعة متنوعة من المصارعة والجودو/السامبو، أجبر خصومه على الاصطدام بالقفص، وقفل أرجلهم وأذرعهم لمنعهم من الهروب. من هذا الوضع، استنفد خصومه من خلال فرض وزنه عليهم وهاجم بضربات محسوبة لم يتمكن خصومه غالبًا من الدفاع عنها. كان هذا أحد الأساليب المميزة العديدة التي استخدمها للتقدم نحو حركته القاضية. طوال مسيرته المهنية، جاءت 19 من انتصاراته التسعة والعشرين إما عن طريق القاضية الفنية الضربة/الضربة القاضية أو الإخضاع.
أشاد بطل يو إف سي الوزن الثقيل السابق ثلاث مرات وبطل يو إف سي لوزن خفيف الثقيل مرتين راندي كوتور بنورمحمدوف ووصفه بأنه «رائع». قال معلق فنون القتال المختلطة جو روغان، الحاصل على الحزام الأسود في كل من الجوجوتسو والجيو جيتسو البرازيلية، عن نورمحمدوف، «إنه المتنافس الأكثر رعبًا في الوزن الخفيف في العالم»، و«إنه على مستوى آخر [من المصارعة] لدرجة أن احتمالات التغلب عليه تنخفض بشكل كبير بعد الدقيقة والنصف الأولى». صرح حكم يو إف سي هيرب دين أن نورمحمدوف كان يتحدث باستمرار إلى خصومه أثناء نزالاته.

## حياته الشخصية

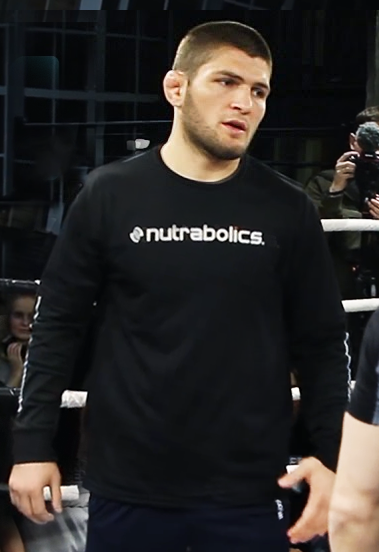
نورمحمدوف في 2017

كجزء من ثقافته الآفارية الداغستانية، كان نورمحمدوف يرتدي قبعة باباخا بشكل متكرر بعد نزالاته وأثناء الأحداث الترويجية. اعتبارًا من عام 2019، أصبح نورمحمدوف طالبًا في السنة الثالثة في جامعة بليخانوف الروسية للاقتصاد. وهو من مشجعي كرة القدم المتحمسين ومؤيد لأندية أنجي أنجي محج قلعة وغلطة سراي وريال مدريد وليفربول، بالإضافة إلى المنتخب الروسي.
في أغسطس 2021، كانت هناك تكهنات بأن نورمحمدوف قد وقع عقد كرة قدم احترافي مع نادي من الدرجة الثالثة الروسي ليجيون دينامو بعد أن شوهد وهو يصافح اللاعبين والمدير. ومع ذلك، بعد بضعة أيام، نفى نورمحمدوف أنه وقع عقدًا احترافيًا قائلاً بدلاً من ذلك إنه قريب جدًا من النادي ومجرد مشجع.
هو الروسي الأكثر متابعة على إنستغرام، بأكثر من 37 مليون متابع اعتبارًا من سبتمبر 2024.
قادمًا من جمهورية داغستان في روسيا، يعد نورمحمدوف أول مسلم يفوز بلقب في يو إف سي. نورمحمدوف مسلم سُني. في أكتوبر 2020، ذكرت صحيفة الغارديان أن نورمحمدوف هو ثاني أكثر الرياضيين المسلمين شهرة في العالم، بعد لاعب كرة القدم المصري محمد صلاح فقط. ذكرت صحيفة الغارديان أيضًا أنه منذ فوزه البارز على ماكغريغور، استخدم نورمحمدوف مكانته المؤثرة «لتعزيز نظرته المحافظة للغاية للعالم». في عام 2018، دعا نورمحمدوف إلى شن حملة صارمة على النوادي الليلية في منطقته الأصلية داغستان، ووجه انتقادات في حفل راب أقيم في محج قلعة، مما دفع مغني الراب يغور كريد إلى إلغاء عروضه في المنطقة. في عام 2019، تحدث نورمحمدوف ضد مسرحية أقيمت في داغستان والتي تضمنت مشهدًا لامرأة شبه عارية تغوي رجلاً. ووصف المسرحية بأنها «قذرة»، وأوصى بإجراء تحقيق حكومي في إنتاجها، ودعا المتورطين إلى إصدار اعتذار علني، مما أدى إلى تلقي منتج المسرحية تهديدات على وسائل التواصل الاجتماعي. في أكتوبر 2020، قال نورمحمدوف عن رئيس فرنسا إيمانويل ماكرون في أعقاب مقتل صامويل باتي «الله يشوه وجه هذا المخلوق وكل أتباعه، الذين يسيئون تحت شعار حرية التعبير إلى مشاعر أكثر من مليار ونصف المليار مسلم مؤمن. الله يذلهم في هذه الحياة وفي الآخرة». تضمن المنشور صورة لبصمة حذاء على وجه ماكرون. وأضاف نورمحمدوف: «نحن مسلمون، ونحب نبينا محمد (صلى الله عليه وسلم) أكثر من أمهاتنا وآبائنا وأطفالنا وزوجاتنا وكل الأشخاص الآخرين القريبين من قلوبنا».
تدرب نورمحمدوف مع إس سي بازارجانوفا في كيزيليورت، داغستان (2012)، وكيه دوجو، إيه إم إيه فايت كلوب في فيرفيلد، نيو جيرسي (2012)، وفريق ماميشيف فايت في سانت بطرسبرغ (2012)، وفريق فايت سبيريت في كولبينو، سانت بطرسبرغ (2013)، وفريق كي إتش كيه إم إم إيه في البحرين (2015)، والذي تم تمويله من قبل الأمير البحريني خالد بن حمد آل خليفة. في عام 2016، شارك نورمحمدوف في تأسيس فريقه الخاص، نسور فنون القتال المختلطة، بدعم من الملياردير الداغستاني زيافودين ماغوميدوف. بعد اعتقال ماغوميدوف بتهمة الاختلاس في عام 2018، استخدم نورمحمدوف خطابه بعد النزال في حدث يو إف سي 223 لمناشدة الرئيس الروسي فلاديمير بوتين للإفراج عن ماغوميدوف من السجن. كما استضاف نورمحمدوف ندوة تدريبية في نادي أخمات للقتال والذي تم تمويله من قبل رئيس جمهورية الشيشان رمضان قديروف، الذي تلقى انتقادات بسبب انتهاكات حكومته لحقوق الإنسان.

### العائلة
تزوج نورمحمدوف من باتيمات في يونيو 2013 وأنجبا ثلاثة أطفال؛ ابنة ولدت في 1 يونيو 2015، وابن ولد في 30 ديسمبر 2017، وابن ولد في 22 ديسمبر 2019. تم تسمية الابن الأول ماغوميد، على اسم جد حبيب الأكبر. من بين أبناء عمومة نورمحمدوف زملائه المقاتلين في يو إف سي أبو بكر نورمحمدوف وعمر نورمحمدوف، ومقاتل بيلاتور عثمان نورمحمدوف.
في مايو 2020، تم وضع والد نورمحمدوف ومدربه لفترة طويلة عبد المناف في غيبوبة مستحثة طبيًا بعد الإصابة بفيروس كورونا بعد جراحة في القلب. توفي في 3 يوليو 2020 في عيادة في موسكو، عن عمر يناهز 57 عامًا.

### الجوائز
في أكتوبر 2018، تم تعيين نورمحمدوف «مواطنًا فخريًا لغروزني» من قبل عمدة غروزني إبراهيم زاكرييف بعد فوزه على ماكغريغور في يو إف سي 229. كما قدم له رئيس الشيشان رمضان قديروف سيارة مرسيدس، بتمويل من مؤسسة أحمد قديروف، وحصل والده عبد المناف على لقب «العامل المكرم للثقافة البدنية في جمهورية الشيشان» من قبل قديروف.
في 5 ديسمبر 2019، منح رئيس جمهورية داغستان "فلاديمير فاسيلييف" نورمحمدوف ووالده عبد المناف وسام الخدمات لجمهورية داغستان «لمساهماتهما الكبيرة في الرياضة في داغستان».

## البطولات والإنجازات
| فنون القتال المختلطة - يو إف سي - قاعة مشاهير يو إف سي (جناح العصر الحديث، دفعة 2022) - بطولة يو إف سي للوزن الخفيف (مرة واحدة) - ثلاث دفاعات ناجحة عن اللقب - بالشراكة أكبر عدد من الدفاعات عن الألقاب في تاريخ فئة الوزن الخفيف في يو إف سي (3) (مع بي جيه بن، فرانكي إدغار، إسلام ماخاشيف وبونسون هاندرسون) - بالشراكة أكبر عدد من الدفاعات المتتالية عن اللقب في تاريخ فئة الوزن الخفيف في يو إف سي (3) (مع بي جيه بن، فرانكي إدغار، إسلام ماخاشيف وبونسون هاندرسون) - بالشراكة أكبر عدد من الفوز في نزالات اللقب في تاريخ فئة الوزن الخفيف في يو إف سي (4) (مع بي جيه بن، بونسون هاندرسون وإسلام ماخاشيف) - أطول فترة سيطرة للقب الوزن الخفيف في تاريخ يو إف سي (1077 يومًا) - أكثر عدد من الانتصارات في نزالات اللقب لفئة الوزن الخفيف في يو إف سي (3) - بالشراكة ثالث أكثر الفائزين في نزالات اللقب من حيث عدد مرات الإخضاع في تاريخ يو إف سي (3) (مع روندا روزي، مات هيوز وبي جيه بن) - بالشراكة رابع أطول سلسلة انتصارات في تاريخ يو إف سي (13) مع Georges St–Pierre، ماكس هولواي، جون جونز وديمتريوس جونسون - أداء الليلة (ثلاث مرات) ضد إدسون باربوزا، داستن بورييه وجاستن غيثي - أكبر عدد من عمليات الإسقاط في قتال واحد في يو إف سي (يو إف سي 160: 21 إسقاطًا من 28 محاولة؛ 3 جولات) ضد هابيل تروخيو - بالشراكة ثاني أكبر عدد من الانتصارات المتتالية في تاريخ فئة الوزن الخفيف في يو إف سي (12) (مع توني فيرغسون) - ثاني بطل روسي في يو إف سي (بعد أوليغ تاكتاروف) - أول بطل مسلم في بطولة يو إف سي - ثالث أطول وقت سيطرة في تاريخ فئة الوزن الخفيف في يو إف سي (1:29:08) - خامس أعلى نسبة زمن سيطرة في تاريخ فئة الوزن الخفيف في يو إف سي (54.6%) - رابع أعلى وقت في تاريخ فئة الوزن الخفيف في يو إف سي (1:04:28) - ثالث أكبر عدد من عمليات الإسقاط في تاريخ فئة الوزن الخفيف في يو إف سي (59) - تكريمات يو إف سي أفضل إخضاع في عام 2020 ضد جاستن غيثي - إم-1 غلوبل - تحدي إم–1: اختيارات 2009 - كأس الأتريوم - الفائز ببطولة كأس بانكريشن أتريوم 2008 - شيردوغ - المقاتل المتميز 2013. - أفضل ضرب مبرح 2016 (يو إف سي 205: ضد مايكل جونسون). - أفضل عودة لمقاتل 2016 - فايتبوث.كوم - أفضل مواجهة 2013 (UFC 160: ضد هابيل تروخيو) - إم إم إيه دي إن إيه.إن إل - أداء ا2017 (UFC 219: ضد إدسون باربوزا) - إم إم إيه جونكي - أفضل إخضاع لشهر أكتوبر 2020 ضد جاستن غيثي - مدرب ا2022 مع خافيير مينديز - جوائز فنون القتال المختلطة العالمية - أفضل مقاتل دولي 2016. - أفضل إخضاع في 2021 ضد جاستن غيثي في يو إف سي 254^ امتدت فترة التصويت لجوائز 2021 من يوليو 2020 إلى يوليو 2021 بسبب جائحة فيروس كورونا. - نشرة ريسلينغ أوبزرفر الإعلامية - الفنون القتالية المختلطة الأكثر قيمة (2020) - شخصية بي بي سي الرياضية نجم الرياضة العالمية لهذا العام - نجم الرياضة العالمي 2020 - مركز عموم روسيا لدراسة الرأي العام - أفضل رياضي في روسيا - جائزة إيسبي - أفضل مُقاتل في الفنون القتالية المختلطة 2021 | السامبو - اتحاد قتال السامبو في روسيا - بطولة روسيا لقتال السامبو 2009 (−74 كغ) الميدالية الذهبية - الاتحاد العالمي لفنون قتال السامبو - بطولة العالم لقتال السامبو 2009 (−74 كغ) الميدالية الذهبية - بطولة العالم لقتال السامبو 2010 (−82 كغ) الميدالية الذهبية قتال الجيش اليدوي - الاتحاد الروسي للفنون القتالية - بطل أوروبا في القتال اليدوي بالجيش بانكريشن - الاتحاد الدولي للبانكريشن - بطل أوروبا في رياضة البانكريشن التصارع - بطولة العالم لرابطة المصارعة في أمريكا الشمالية - بطل وزن الوسط للرجال نو–جي 2012 - بطل وزن الوسط الخبير نو–جي في قواعد إيه دي سي سي 2012 |

## سجل الفنون القتالية المختلطة
| السجل المهني |        |         |
| 29 نزال      | 29 فوز | 0 خسارة |
| ضربة قاضية   | 8      | 0       |
| إخضاع        | 11     | 0       |
| قرار القضاة  | 10     | 0       |

| النتيجة | السجل | الخصم               | الطريقة                              | الحدث                                    | التاريخ        | الجولة | الوقت | المكان                           | الملاحظات                                                                                               |
| ------- | ----- | ------------------- | ------------------------------------ | ---------------------------------------- | -------------- | ------ | ----- | -------------------------------- | --- |
| فاز     | 29–0  | جاستن غيثي          | إخضاع فني (خنق المثلث)               | يو إف سي 254                             | 24 أكتوبر 2020 | 2      | 1:34  | أبو ظبي، الإمارات                | دافع عن لقب بطولة يو إف سي للوزن الخفيف ووحّده. أداء الليلة. تخلى عن اللقب لاحقًا بعد الإعلان عن اعتزاله. |
| فاز     | 28–0  | داستن بورييه        | إخضاع (خنق خلفي عاري)                | يو إف سي 242                             | 7 سبتمبر 2019  | 3      | 2:06  | أبو ظبي، الإمارات                | دافع عن لقب بطولة يو إف سي للوزن الخفيف ووحّده. أداء الليلة.                                             |
| فاز     | 27–0  | كونر ماكغريغور      | إخضاع (قفل الرقبة)                   | يو إف سي 229                             | 6 أكتوبر 2018  | 4      | 3:03  | لاس فيغاس، الولايات المتحدة      | دافع عن لقب بطولة يو إف سي للوزن الخفيف.                                                                |
| فاز     | 26–0  | أل ياكوينتا         | قرار القضاة (بالإجماع)               | يو إف سي 223                             | 7 أبريل 2018   | 5      | 5:00  | بروكلين، الولايات المتحدة        | فاز بلقب بطولة يو إف سي للوزن الخفيف الشاغر.                                                            |
| فاز     | 25–0  | إدسون باربوزا       | قرار القضاة (بالإجماع)               | يو إف سي 219                             | 30 ديسمبر 2017 | 3      | 5:00  | لاس فيغاس، الولايات المتحدة      | أداء الليلة.                                                                                            |
| فاز     | 24–0  | مايكل جونسون        | إخضاع (كيمورا)                       | يو إف سي 205                             | 12 نوفمبر 2016 | 3      | 2:31  | نيويورك، الولايات المتحدة        | |
| فاز     | 23–0  | داريل هورشر         | الضربة القاضية الفنية (باللكمات)     | يو إف سي على فوكس: تيكسيرا ضد إيفانز     | 16 أبريل 2016  | 2      | 3:38  | تامبا، الولايات المتحدة          | وزن غير مُحدد (160 رطل).                                                                                 |
| فاز     | 22–0  | رافاييل دوس أنجوس   | قرار القضاة (بالإجماع)               | يو إف سي على فوكس: ويردوم ضد براون       | 19 أبريل 2014  | 3      | 5:00  | أورلاندو، الولايات المتحدة       | |
| فاز     | 21–0  | بات هيلي            | قرار القضاة (بالإجماع)               | يو إف سي 165                             | 21 سبتمبر 2013 | 3      | 5:00  | تورنتو، أونتاريو، كدنا           | |
| فاز     | 20–0  | هابيل تروخيو        | قرار القضاة (بالإجماع)               | يو إف سي 160                             | 25 مايو 2013   | 3      | 5:00  | لاس فيغاس، الولايات المتحدة      | وزن غير مُحدد (158.5 رطل)؛ حبيب أخفق بالوزن.                                                             |
| فاز     | 19–0  | تياغو تافاريس       | الضربة القاضية (باللكمات والمرفقين)  | يو إف سي على إف إكس: بيلفورت ضد بيسبنغ   | 19 يناير 2013  | 1      | 1:55  | ساو باولو، البرازيل              | كانت نتيجة اختبار تافاريس إيجابية للدروستانولون.                                                        |
| فاز     | 18–0  | جليسون تيباو        | قرار القضاة (بالإجماع)               | يو إف سي 148                             | 7 يوليو 2012   | 3      | 5:00  | لاس فيغاس، الولايات المتحدة      | |
| فاز     | 17–0  | كمال شالوروس        | إخضاع (خنق خلفي عاري)                | يو إف سي على إف إكس: جيلارد ضد ميلر      | 20 يناير 2012  | 3      | 2:08  | ناشفيل، تينيسي، الولايات المتحدة | العودة للوزن الخفيف.                                                                                    |
| فاز     | 16–0  | أريماريل سانتوس     | الضربة القاضية الفنية (باللكمات)     | برو إف سي 36: معركة القوقاز              | 22 أكتوبر 2011 | 1      | 3:33  | خاسافيورت، روسيا                 | |
| فاز     | 15–0  | فاديم ساندولسكي     | إخضاع (خنق المثلث)                   | برو إف سي / جي أم فايت: كأس أوكرانيا 3   | 15 سبتمبر 2011 | 1      | 3:01  | روستوف، روسيا                    | |
| فاز     | 14–0  | خميس محمدوف         | إخضاع (خنق المثلث)                   | برو إف سي 30: معركة الدون                | 5 أغسطس 2011   | 1      | 3:15  | روستوف، روسيا                    | |
| فاز     | 13–0  | كاجيك أبادجيان      | إخضاع (خنق المثلث)                   | برو إف سي: نهائي كأس الاتحاد             | 2 يوليو 2011   | 1      | 4:28  | روستوف، روسيا                    | |
| فاز     | 12–0  | أشوت شجينيان        | الضربة القاضية (باللكمات)            | برو إف سي: كأس الاتحاد 15                | 5 مايو 2011    | 1      | 2:18  | روستوف، روسيا                    | |
| فاز     | 11–0  | سعيد خليلوف         | إخضاع (كيمورا)                       | برو إف سي: كأس الاتحاد 14                | 9 أبريل 2011   | 1      | 3:16  | روستوف، روسيا                    | |
| فاز     | 10–0  | ألكسندر أجافونوف    | الضربة القاضية الفنية (بين الجولتين) | يو إف سي على إف إكس: جيلارد ضد ميلر      | 12 فبراير 2011 | 2      | 5:00  | كييف، أوكرانيا                   | |
| فاز     | 9–0   | فيتالي أوستروسكي    | الضربة القاضية الفنية (باللكمات)     | أم-1 اختيار أوكرانيا 2010: صراع الجبابرة | 18 سبتمبر 2010 | 1      | 4:06  | كييف، أوكرانيا                   | |
| فاز     | 8–0   | علي باجوف           | قرار القضاة (بالإجماع)               | القبضة الذهبية روسيا                     | 10 يونيو 2010  | 2      | 5:00  | موسكو، روسيا                     | العودة إلى وزن الوسط.                                                                                   |
| فاز     | 7–0   | شهبولات شهاملايف    | إخضاع (الضغط على الذراع)             | أم-1 تحدي: 9 اختيارات 2009               | 3 نوفمبر 2009  | 1      | 4:36  | سانت بطرسبرغ، روسيا              | العودة للوزن الخفيف.                                                                                    |
| فاز     | 6–0   | إلدار إلدروف        | الضربة القاضية الفنية (باللكمات)     | بطولة تسومادا القتالية 3                 | 8 أغسطس 2009   | 2      | 2:44  | أجفالي، روسيا                    | فاز بلقب بطولة تسومادا القتالية 3                                                                       |
| فاز     | 5–0   | سعيد أحمد           | الضربة القاضية الفنية (باللكمات)     | بطولة تسومادا القتالية 3                 | 8 أغسطس 2009   | 1      | 2:05  | أجفالي، روسيا                    | الظهور الأول في وزن الوسط. بطولة تسومادا القتالية 3 نصف نهائي البطولة.                                  |
| فاز     | 4–0   | شامل عبد الكريموف   | قرار القضاة (بالإجماع)               | كوب أتريوم بانكراتيون 1                  | 11 أكتوبر 2008 | 2      | 5:00  | موسكو، روسيا                     | فاز ببطولة كوب أتريوم بانكراتيون 1.                                                                     |
| فاز     | 3–0   | رمضان قربانيسمايلوف | قرار القضاة (بالإجماع)               | كوب أتريوم بانكراتيون 1                  | 11 أكتوبر 2008 | 2      | 5:00  | موسكو، روسيا                     | كوب أتريوم بانكراتيون 1 نصف نهائي البطولة.                                                              |
| فاز     | 2–0   | ماغوميد ماجوميدوف   | قرار القضاة (بالإجماع)               | كوب أتريوم بانكراتيون 1                  | 11 أكتوبر 2008 | 2      | 5:00  | موسكو، روسيا                     | كوب أتريوم بانكراتيون 1 ربع نهائي البطولة.                                                              |
| فاز     | 1–0   | فسال بيراموف        | إخضاع (خنق المثلث)                   | سي أس أف يو: دوري الأبطال                | 13 سبتمبر 2008 | 1      | 2:20  | بولتافا، أوكرانيا                | أول ظهور في الوزن الخفيف.                                                                               |

المصدر:

## مشاهدة التلفاز

### نزالات الدفع مقابل المشاهدة
| #         | الحدث        | النزال              | التاريخ        | المكان              | المدينة                             | المبلغ      |
| --------- | ------------ | ------------------- | -------------- | ------------------- | ----------------------------------- | ----------- |
| 1.        | يو إف سي 223 | حبيب ضد آل ياكوينتا | 7 أبريل 2018   | باركليز سنتر        | بروكلين، نيويورك، الولايات المتحدة  | 350،000     |
| 2.        | يو إف سي 229 | حبيب ضد ماكغريغور   | 6 أكتوبر 2018  | تي موبايل أرينا     | لاس فيغاس، نيفادا، الولايات المتحدة | 2،400،000   |
| 3.        | يو إف سي 242 | حبيب ضد بورييه      | 7 سبتمبر 2019  | ذا أرينا، جزيرة ياس | أبو ظبي، الإمارات العربية المتحدة   | لم يُكشف عنه |
| 4.        | يو إف سي 254 | حبيب ضد غيثي        | 24 أكتوبر 2020 | منتدى فلاش          | أبو ظبي، الإمارات العربية المتحدة   | 675،000     |
| المدفوعات | المدفوعات    | المدفوعات           | المدفوعات      | المدفوعات           | المدفوعات                           | 3،425،000   |

### التلفزيون الشبكي (غير الدفع مقابل المشاهدة)
| الحدث                                           | النزال                                          | التاريخ                                         | البلد                  | الشبكة                 | المشاهدون  | م.      |
| ----------------------------------------------- | ----------------------------------------------- | ----------------------------------------------- | ---------------------- | ---------------------- | ---------- | ------- |
| يو إف سي 229                                    | حبيب ضد ماكغريغور                               | 6 أكتوبر 2018                                   | روسيا                  | ماتش تي في             | 4،000،000  | [ 199 ] |
| يو إف سي 229                                    | حبيب ضد ماكغريغور                               | 6 أكتوبر 2018                                   | المملكة المتحدة        | بي تي سبورت 1          | 1،282،500  | [ 200 ] |
| يو إف سي 229                                    | حبيب ضد ماكغريغور                               | 6 أكتوبر 2018                                   | روسيا والمملكة المتحدة |                        | 5،282،500  |         |
| يو إف سي 242                                    | حبيب ضد بورييه                                  | 7 سبتمبر 2019                                   | روسيا                  | القناة الأولى الروسية  | 26،000،000 | [ 201 ] |
| يو إف سي 254                                    | حبيب ضد غيثي                                    | 24 أكتوبر 2020                                  | روسيا                  | رين تي في              | 10،800،000 | [ 202 ] |
| إجمالي عدد المشاهدين (غير الدفع مقابل المشاهدة) | إجمالي عدد المشاهدين (غير الدفع مقابل المشاهدة) | إجمالي عدد المشاهدين (غير الدفع مقابل المشاهدة) | روسيا                  | روسيا                  | 40،800،000 |         |
| إجمالي عدد المشاهدين (غير الدفع مقابل المشاهدة) | إجمالي عدد المشاهدين (غير الدفع مقابل المشاهدة) | إجمالي عدد المشاهدين (غير الدفع مقابل المشاهدة) | روسيا والمملكة المتحدة | روسيا والمملكة المتحدة | 42،082،500 |         |

## الملاحظات
1. ↑  (الروسية: Хабиб Абдулманапович Нурмагомедов)
(بالأوارية: ХIабиб ГӀабдулманапил НурмухӀамадов)
pron [ħabib ʕabdulmanapil nurmuħamadow][7]

## وصلات خارجية
- حبيب نورمحمدوف على موقع IMDb (الإنجليزية)
- حبيب نورمحمدوف على موقع قاعدة بيانات الفيلم (الإنجليزية)
- حبيب نورمحمدوف على موقع يو إف سي (الإنجليزية)
- حبيب نورمحمدوف على موقع شيردوغ (الإنجليزية)
- حبيب نورمحمدوف على موقع Tapology.com (الإنجليزية)

| الإنجازات                   | الإنجازات                                                           | الإنجازات            |
| --------------------------- | ------------------------------------------------------------------- | -------------------- |
| سبقه كونر ماكغريغور جُرّد منه | عاشر بطل يو إف سي للوزن الخفيف 7 أبريل 2018 – 19 مارس 2021 تخلّى عنه | تبعه تشارلز أوليفيرا |
| الجوائز                     |                                                                     |                      |
| سبقه إليود كيبشوج           | نجم الرياضة العالمي لهذا العام من هيئة الإذاعة البريطانية 2020      | تبعه راشيل بلاكمور   |
| سبقه دانيال كورميي          | جائزة إيسبي لأفضل مقاتل فنون القتال المختلطة 2021                   | تبعه تشارلز أوليفيرا |